# Концентрация на разтвор
В химията концентрацията най-общо е мярка количеството разтворено вещество в единица обем от разтвора.
За да се концентрира един разтвор, трябва да се добави повече от разтвореното вещество или да се намали количеството на разтворителя. За да се разреди, е нужно да се увеличи количеството на разредителя или да се намали количеството на разтвореното вещество.
Освен в случая, когато две субстанции са напълно неподатливи на разтваряне, съществува концентрация, при която, ако се добави още разтворимо вещество, то не може да се разтвори. При това условие разтворът се нарича наситен. Точката на наситеност зависи от няколко фактора: температура, налягане и химичните свойства на разтворителя и разтвора.
Математическото изразяване на концентрацията може да бъде масово, обемно, моларно или числово.
Масовата концентрация (бележи се с w/v) е масата на разтвореното вещество към обема на разтвора. SI единицата е kg/m³ (еквивалентно на g/l).
Обемната концентрация (обикновено се бележи с v/v) представлява отношението на обема разтворено вещество към обема на разтвора. Изразява се с l/l или производни, като ml/l. Използва се при разтвори на течност в течност, напр. разтвор на етилов алкохол във вода. Да не се бърка с обемна част.
Моларната концентрация представлява отношението на количеството разтворено вещество (в молове) към обема на разтвора. SI единицата е mol/m³. По-често се използва единицата mol/l (еквивалентно на mol/dm³).
Концентрация на частиците е отношението на броя частици N към обема V, в който те се намират. SI единицата е 1/m³.
Съществуват и други понятия, които могат да се използват за описание на състава на сместа. Трябва да се има предвид, че не е правилно те да се наричат концентрации.
Нормалност е броят на грам или мол еквивалентите на разтвореното вещество в един литър. Когато се посочва дадена концентрация, би трябвало да се посочи при какви условия е измерена – температура, налягане. Ако изрично не е указано нещо друго, се приемат стандартни условия – 0 °C и 101 325 Pa или нормални условия – 20 °C и 101 325 Pa. За практически цели почти няма разлика между двете. Тъй като дефиницията на фактора на еквивалентност зависи от контекста (коя реакция се изучава), Международният съюз за чиста и приложна химия и Националният институт за стандарти и технологии не препоръчват използването на понятието нормалност.
Молалността представлява отношението на количеството разтворено вещество (в молове) към масата на разтворителя (не на разтвора). Измерва се в молове за килограм (mol/kg или производни като mmol/g). Да не се бърка с моларността, другото име на моларната концентрация.
Масовата част изразява отношението на масата на разтвореното вещество към масата на разтвора (g/g или производни като kg/kg). Концентрацията може да се изчисли в проценти (%) или промили (‰). Това е един от начините за изразяване на състава на смес в безразмерни единици; подобни са молна част (процент по молове, mol%) и обемна част (процент по обем, vol%).
За много малки стойности на безразмерните единици (при масови, молни или обемни части) понякога се използват означенията части на милион (ppm) или части на милиард (ppb).